# Anthony Cekada
Anthony Cekada (San Diego, 18 luglio 1951 – West Chester, 11 settembre 2020) è stato un presbitero, teologo e scrittore statunitense, d'ispirazione cattolica tradizionalista e sedevacantista.

## Formazione religiosa e culturale
Anthony Cekada studiò presso il collegio del Seminario cattolico di S. Francesco a Milwaukee, laureandosi in teologia nel 1973. Nel 1975 entrò nel seminario internazionale San Pio X, in Svizzera, e fu ordinato sacerdote da monsignor Marcel Lefebvre.
Dopo l'ordinazione, il Cekada insegnò ai seminaristi presso la Casa di studi di San Giuseppe di Armada, Michigan, e il seminario di San Tommaso d'Aquino di Ridgefield, Connecticut.
Dal 1979 al 1989 risiedette a Oyster Bay Cove, nello Stato di New York, svolgendovi il suo lavoro pastorale e amministrativo, e curando la pubblicazione tradizionalista Il cattolico (The Roman Catholic).

## Il sedevacantismo
Nel 1983 il Cekada, insieme con otto altri sacerdoti, entrò in contrasto con la Fraternità Sacerdotale San Pio X (FSSPX) su vari temi teologici, e alcuni anni dopo ha costituito la Società San Pio V (SSPV), alla cui guida è andato il padre Clarence Kelly. Nel 1989 lasciò anche la Società di San Pio V e si trasferì a West Chester in Ohio, svolgendo il suo ministero pastorale a Santa Gertrude.
Il Cekada era un convinto sedevacantista: a suo parere cioè tutti i papi a partire dal Concilio Vaticano II sarebbero illegittimi (in altre parole, non sarebbero veri papi). Egli si dedicò alla ricerca e alla scrittura, pubblicando due opere critiche sulla riforma liturgica post-conciliare: la prima è una traduzione commentata dell'intervento Ottaviani, un documento fondamentale per la storia del movimento cattolico tradizionalista; l'altra ha per titolo Non si prega più come prima... (sottotitolo: I problemi delle preghiere della messa moderna), e tratta dell'omissione sistematica, a suo dire, nel messale di Paolo VI del 1969, di concetti come l'inferno, l'anima, i miracoli, la vera Chiesa. Pubblicata nel 1991, quest'opera ha venduto quasi 15 000 copie ed è stata pubblicata in francese, italiano, tedesco e olandese.
Il Cekada ha scritto inoltre due opuscoli che si rivolgono ai fedeli che seguono la messa tradizionale: Benvenuto alla Messa tradizionale in latino e I tradizionalisti, l'infallibilità e il papa.
Le pubblicazioni del Cekada comprendono articoli apologetici, analitici e di controversia su una gran varietà d'argomenti: gli errori ch'egli attribuisce al Concilio Vaticano II e al post-Concilio, i papi, il diritto canonico, la formazione nei seminari, la messa di Paolo VI, i cambiamenti nella liturgia precedenti al Concilio Vaticano II, la validità dei sacramenti dopo il Concilio, questioni di teologia morale e pastorale, il sedevacantismo, la Fraternità Sacerdotale San Pio X, le controversie interne al mondo tradizionalista, questioni di rubriche liturgiche.
Nel 2010 il Cekada pubblicò un saggio di critica teologica alla Messa di Paolo VI, di 468 pagine, pubblicato da Filotea Premere. Si tratta di uno studio sistematico del rito della messa post-conciliare, che sostiene come il nuovo rito distrugga la dottrina cattolica nelle menti dei fedeli, in particolare circa il Santo Sacrificio della Messa, il sacerdozio e la presenza reale di Gesù Cristo nell'eucaristia.
Una volta il mese, durante l'anno accademico, il Cekada teneva una lezione di diritto canonico, liturgia e Sacra Scrittura nel seminario della Santissima Trinità di Brooksville, in Florida.

## Morte
Ceckada morì l'11 settembre 2020, all'età di 69 anni. I suoi solenni funerali sono stati celebrati il 17 settembre 2020 presso la Chiesa di Santa Geltrude la Grande a West Chester, Ohio. La sua scomparsa è stata pianta da numerosi gruppo sedevacantisti e sedeprivazionisti, come l'Istituto Mater Boni Consilii in Italia.

## Opere in italiano
- Anthony Ceckada, Non si prega più come prima… Le preghiere della Nuova Messa. I problemi che pongono ai cattolici, Centro Librario Sodalitium, 2007;
- Anthony Ceckada, Frutto del lavoro dell'uomo. Una critica teologica alla messa di Paolo VI, Centro Librario Sodalitium, 2007;
- Anthony Ceckada, Del tutto invalido e assolutamente nullo. Il rito di consacrazione episcopale del 1968, Centro Librario Sodalitium, 2021.